# Lista över tidigare åkattraktioner på Gröna Lund
Detta är en lista över tidigare åkattraktioner på nöjesfältet Gröna Lund i Stockholm.

## Tidigare åkattraktioner påGröna LundiStockholm
Sorterade alfabetiskt:
| Åkattraktion              | Öppnad år | Stängd år | Placering                                                                         | Ev. orsak till stängning / Kommentarer |  |
| ------------------------- | --------- | --------- | --------------------------------------------------------------------------------- | --- |  |
| Aeroplankarusell          | 1919      | 1941      | Där dansbanan hamnade.                                                            | En av de attraktioner som har varit längst tid på Gröna Lund, ersatte den första kättingflygaren. |  |
| Airborne                  | 1963      | 1965      | Där Fritt fall hamnade.                                                           | Mycket populär karusell som påminner om dagens Bläckfisken. |  |
| Astroliner                | 1979      | 1981      | Framför senare House of Nightmares.                                               | En rymdraketsimulator |  |
| Autodromen                | 1936      | 1938      | Framför Lustiga huset.                                                            | En bana med bensindrivna bilar. |  |
| Babylon/Lustiga Huset     | 1917      | 1926      | Där Spanska trappan hamnade, sett från område 1.                                  | Tysk konstruktion med konstiga perspektiv och vindilar som kunde lyfta flickornas kjolar. Flyttades 1927 till andra sidan Lilla allmänna gränd. |  |
| Berg- och dalbanan        | 1931      | 1965      | Där Jetline hamnade.                                                              | Stod först på Stockholmsutställningen år 1930. Såldes 1965 till Mariebergsparken och höggs år 1966 till ved. |  |
| Berg- och dalbanekarusell | 1918      | 19xx      | Mellan Mjölnargården och Bellmanhuset på område 1. Mitt på planen.                | Vagnar som snurrade runt på en lutande platta. |  |
| Blauer Enzian             | 1980      | 1982      | Där Flygande Mattan hamnade.                                                      | En berg- och dalbana i stål som hade form likt en liggande åtta. |  |
| Bobsleight-rutschbanan    | 1934      | 1939      | Området nedanför Tyrol.                                                           | En liten berg- och dalbana där de åkande satt i bobvagnar i en rutschbana istället för att vara spårbundna. |  |
| Brooklyn Cake Walk        | 1910      | 192x      | Precis innanför stora entrén där biljettkassan hamnade.                           | Träbro som gungade vertikalt. Motsvarande attraktion tillkom inne i Lustiga huset. |  |
| Centrox                   | 1990      | 1998      | Där Eclipse hamnade.                                                              | Lanserades som årets nyhet 1990. Togs bort för att 1999 ge plats åt Extreme. Tillverkaren var SDC som också tillverkade Lisebergs liknande åkattraktion Tornado, men eftersom Centrox hade sin snurrande tallrik (som åkarna satt i) så kunde den också luta den rakt upp, Nåt som Tornado inte kunde göra med sin snurrande tallrik och bara ha den på sne under åkturen, Vilket gav åkarna en känsla av att vara i en snurrande tvättmaskin (Centrifug). |  |
| Cinema 2000               | 1978      | 1990      | Där House of Nightmares hamnade.                                                  | Togs bort för att lämna plats åt Spökhuset. En biograf som visade filmer i vidvinkelformat. |  |
| Clowntrumman              | 1991      | 2007      | Först bredvid senare dansbanan sedan nedanför Nyckelpigan framför Bellmanhuset.   | I samband med "ansiktslyft" av Område 1 beslutas att flytta den till Skara sommarland. Nytt namn okänt. på dess nya plats ersatte den en av Skara Sommarlands två KotteKarruseller. Den står bredvid den andra KotteKarusellen (har sköldpaddor som gondoler där man sitter i, Därav namnet Sköldpaddan) liseberg hade också en nästan likadan karusell som har samma namn som Clowntrumman.                                                               |  |
| Corsobilarna              | 1939      | 1936      | Där Dansken hamnade.                                                              | Gröna Lund tilläts som första land utanför USA att öppna en bana likt denna. Var vid öppnandet Europas största inomhusbana. |  |
| Disco Jet                 | 1976      | 2006      | Mellan Pariserhjulet och Flygande Mattan.                                         | Stod från början på den plats där Vilda Musen-huset hamnade. Flyttades 1987 till sin plats mellan Flygande Mattan och Restaurang Kaskad. Togs bort till säsongen 2007 för att ge plats åt berg- och dalbanan Kvasten. Kom tillbaka 2008 med nytt utseende och låg då på taket till Skjutbanan, mittemot Jetline. Har även bytt namn till Rock-Jet som också tags bort 2025.                                                                                |  |
| Dubbelkarusellen          | 1948      | 1950      | Där Eclipse hamnade.                                                              | |  |
| Energy                    | 1995      | 1996      | På senare Vilda Musen-husets plats.                                               | Togs bort för att ge plats åt Volten. |  |
| Enterprise                | 1976      | 1989      | Där Eclipse hamnade.                                                              | En roterande skiva med 21 gondoler och plats för 42 åkande. Roterade 15 varv per minut och tallriken reste sig långsamt tills den två minuter långa åkturen var slut. |  |
| Extreme                   | 1999      | 2012      | Där Eclipse hamnade.                                                              | Togs bort och flyttades till Furuviksparken. Roterande åkattraktion med utstående armar som kan rotera 360 grader. Tillverkare: Mondial (Holland), Topscan. |  |
| Flying Coaster            | 1969      | 1975      | Där Eclipse hamnade.                                                              | En karusell där de åkande satt två och två i flygplansliknande gondoler som for runt i karusellens riktning. |  |
| Forsbanan                 | 1984      | 1987      | Där Jetline hamnade.                                                              | En 360 meter lång bana där besökarna gled runt i stockar 15 meter över marken. Tyvärr blev besökarna så blöta att succén uteblev. |  |
| Gocart                    |           | 2004      | Där Radiobilarna fanns mellan 2005 och 2018.                                      | Elektriska bilar på bana. |  |
| Hully Gully               | 1985      | 1995      | Mellan Mjölnargården och Spanska trappan. Där Tekopparna hamnade.                 | |  |
| Hurricane                 | 1960      | 1960      | Där Eclipse hamnade.                                                              | |  |
| Hollywoodbilarna          | 1935      | 1938      | Området nedanför Tyrol.                                                           | Radiobilar |  |
| Hoppsan                   | 1983      | 1984      | Mellan Mjölnargården och Spanska trappan. Där Tekopparna hamnade.                 | Kallas allmänt för "Tagada" och är en rund plattform med soffor där åkarna till musik snurrar runt och studsar upp och ner. |  |
| Hästkarusell              | 1883      | 1883      | Mellan Mjölnargården och Bellmanhuset på område 1. Mitt på planen.                | Troligen byggd 1878. Magasinerad under 1920-talet och plockades upp igen till 50-årsjubileet. Från början hästdriven i två våningar, hästarna gick på nedre plan. Innanför stora entrén med namnet "Cirkuskarusellen". |  |
| Häxgungan                 | 197x      | 198x      | Vid senare Tyrolerparken, jämte dagens radiobilar                                 | Illusionsattraktion där besökarna satt på bänkar i ett dekorerat rum, varvid väggarna började snurra. |  |
| Högsjöfarten-karusell     | 1942      | 1948      | Framför Lustiga huset.                                                            | |  |
| Högsjöfarten-karusell     | 1951      | 1951      | Där Eclipse hamnade.                                                              | |  |
| Jetline                   | 1988      | 2023      | Jetline                                                                           | Olycka förorsakade stängning och beslut om nedmontering. |  |
| Jet Star II               | 1982      | 1983      | Där Jetline hamnade.                                                              | En 587 m lång bergochdalbana. Fick nyttjandeförbud under juni 1982 efter olycka där fyra människor fick föras till sjukhus. Stängdes juni 1983 för att ersattas med Forsbanan. Enligt John Lindgren Jr var banan för tuff för att besökarna skulle våga åka den. |  |
| Jettviggen                | 1967      | 1968      | Där Dansken hamnade.                                                              | Stod först på denna plats som kallades Corsohallen (där Radiobilarna hamnade) men flyttades 1968 till Kryddhyllan. |  |
| Jettviggen                | 1968      | 1969      | På den plats där restaurang Kryddhyllan hamnade.                                  | Barnattraktion som endast fanns två säsonger. |  |
| Krinolin                  | 1883      | 192x      | En av Gröna Lunds första attraktioner                                             | Försvann okänt år under 1920-talet. |  |
| Kuling                    | 2005      | 2007      | Bredvid Mjölnargården där Pop-expressen tidigare stod.                            | Flyttad till Skara Sommarland med det nya namnet Shepp o'hoj |  |
| Kreiselwipper             | 1965      | 1965      | Mellan Mjölnargården och Spanska trappan.                                         | |  |
| Kålmasken                 | 1930      | 1933      | Där Eclipse hamnade.                                                              | En karusell som liknar Bläckfisken. Den hade ett tygtak som kunde sänkas ner varvid den kallades för "kysskarusellen" |  |
| Kättingflygare            | 1918      | 1918      | Där dansbanan hamnade                                                             | Grönans första version av Kättingflygaren. Användes endast säsongen 1918. |  |
| Leklandet                 | 199X      | 2004      | Där dansbanan hamnade                                                             | Under den tid då dans var mindre populärt låg det i det överbyggda dansbaneområdet under 199X till 2004. När Grönan gjorde nysatsning på danskvällar slopades det. |  |
| Lilla flygkarusellen      | 1952      | 1952      | Där Eclipse hamnade.                                                              | |  |
| Lilla Fritt Fall          | 2000      | 2010      | Där Twister hamnade.                                                              | Togs bort och flyttades till Skara Sommarland för att ge plats åt Twister. på dess ny plats har Lilla fritt fall bytt namn till Fyren. |  |
| Lilla vikingen            | 1999      | 2008      | Mittemot Kärlekstunneln och Lustiga huset                                         | Togs bort för att bygga berg-och-dal–banan Insane |  |
| Lustiga Hjulet            | 1915      | 1915      | Precis innanför stora entrén där biljettkassan hamnade.                           | Snurrande skiva där man skulle hålla sig fast och inte åka av på grund av den centrifugalkraft som bildades. Endast i bruk säsongen 1915. |  |
| Loopinggungorna           | 1934      | 1939      | Området nedanför Tyrol.                                                           | |  |
| Mambo                     | 1960      | 1962      | Där Fritt Fall hamnade.                                                           | Liten snabbgående karusell |  |
| Minigolfbana              | 1934      | 1958      | Låg framför Bellmanhuset.                                                         | En riktig långkörare. |  |
| Månraketen                | 1945      | 1946      | Där Fritt Fall hamnade.                                                           | Gröna Lunds första fartkarusell. Bestod av att passagerarna satt utmed kanterna i säten på en stor platta. |  |
| Noaksark-karusellen       | 1934      | 1939      | Där Eclipse hamnade.                                                              | En karusell med en massa djurfigurer som de åkande kunde sitta och åka på. |  |
| Noaksark-karusellen       | 1940      | 1941      | Framför Lustiga huset.                                                            | En karusell med en massa djurfigurer som de åkande kunde sitta och åka på. |  |
| Octopus                   | 1953      | 1958      | Där Eclipse hamnade.                                                              | Samma typ av attraktion som dagens Bläckfisken. |  |
| Opelbilarna               | 1928      | 1930      | Där Jetline hamnade.                                                              | Kappkörningsbana med opelbilar. |  |
| Panorama                  | 1897      | 1916      | Vid senare Spanska trappan, område 1.                                             | Tidigare placerad vid Thiodolf Lützes tivoli, Alkärret. |  |
| Pariserhjul               | 1928      | 1935      | Där Fritt Fall hamnade.                                                           | Stod där tills 1935 då den plockades ned för att hyras ut till andra nöjesfält. 1930 uthyrd till Stockholmsutställningen. |  |
| Pariserhjulet             | 1967      | 2006      | Mellan senare House of Nightmares och Disco Jet, precis framför Restaurang Kaskad | För att ge plats för Kvasten monterades Pariserhjulet ned under hösten 2006 och såldes till Universal Kingdom Theme Park i Indien. |  |
| Radar                     | 1966      | 1981      | Där Jetline hamnade.                                                              | Gröna Lunds första stålbana byggdes av Anton Schwarzkopf som allmänt anses vara berg- och dalbanornas fader. Gondolerna utgjordes av slaktade Opel Rekord-bilar av årsmodell 1964. Flyttades till Ölands djur- och nöjespark 1981. Revs sedan. |  |
| Radiobilarna              | 1968      | 2018      | Längs vattnet i närheten av Djurgårdsfärjan                                       | Radiobilarna plockades bort för att ge plats åt nya berg- och dalbanan Monster (invigning 2021) och ett nytt gångstråk längs vattnet. |  |
| Rock-Jet                  | 2008      | 2025      | Brevid Twister.                                                                   | Snurrande attraktion med musik som spelade |  |
| Rotorn                    | 1959      | 1960      | Där Eclipse hamnade.                                                              | |  |
| Rotorn                    | 1961      | 1964      | Mellan Mjölnargården och Spanska trappan.                                         | Rotorn bestod av en roterande trumma och när denna kommit upp i varv sänktes golvet och besökarna hängde fast kring rotorns vägg.. |  |
| Round Up                  | 1960      | 1963      | Området framför Tyrol.                                                            | En hydraulisk golvkarusell med sluttande plan. |  |
| Sagogrottan               | 1934      | 1934      | Där Dansken hamnade.                                                              | Föregångaren till Kärlekstunneln där barnen kunde se figurer från kända sagor. |  |
| Sjöormskarusellen         | 1944      | 1944      | Där Fritt Fall hamnade.                                                           | |  |
| Skrattkammaren            | 1935      | 2018      | Mittemot Vilda Musens senare utgång.                                              | Hus, i vilket besökarna själva gick in för att titta i olika typer av speglar. Renoverades 2011. Togs bort inför 2019 års säsong. |  |
| Skräckexpressen           | 1932      | 1935      | Där Blå Tåget hamnade.                                                            | Blå Tågets föregångare som från början var en amerikansk "dark ride" men förstördes i brand 1935. |  |
| Skyskrapan                | 1936      | 1943      | Där Fritt Fall hamnade.                                                           | En amerikansk import där gondolerna snurrade runt och även kring sin egen axel. Togs bort år 1943 då ett fabrikationsfel gjorde att ett stag brast och 8 personer skadades. |  |
| Snake                     | 2019      | 2019      | Strax intill Tyrol.                                                               | Roterande åkattraktion som liknar en orm. Stod endast temporärt under en säsong innan den flyttades till Skara sommarland. |  |
| Spökhuset                 | 1990      | 2014      | Där House of Nightmares hamnade.                                                  | Ett hus där man gick in i och skrämdes ur vettet av de utklädda skådespelarna. 2014–2015 byggdes attraktionen om och fick namnet House of Nightmares. |  |
| Stålhingsten              | 2006      | 2006      | Mellan senare House of Nightmares och Pariserhjulet                               | Efter stora svårigheter att hålla "Stålhingsten" driftduglig beslutas att skicka tillbaka den till tillverkaren i Italien. |  |
| Swing-o-plane             | 1947      | 1956      | Där Fritt Fall hamnade.                                                           | Karusell där de åkande satt i flygande vertikalt roterande gondoler. Stod på flera platser under sin livstid. |  |
| Swing-o-plane             | 1957      | 1958      | Området framför Tyrol.                                                            | |  |
| Swing-o-plane             | 1968      | 1969      | Mellan Mjölnargården och Spanska trappan.                                         | |  |
| Titan                     | 1961      | 1968      | Där Eclipse hamnade.                                                              | Liten snabbgående karusell |  |
| Thriller                  | 1996      | 1996      | Parkeringsplatsen vid Falkenbergsgatan (utanför Gröna Lund)                       | Inhyrd berg- och dalbana som endast användes under en månad 1996 och därefter monterades ner. |  |
| Tivolitrucken             | 1991      | 2010      | Där Twister hamnade.                                                              | Togs bort för att ge plats för Twister. |  |
| Toboggan                  | 1916      | 1918      | Precis innanför stora entrén där biljettkassan hamnade.                           | Rutschbanetorn byggt i trä. Okänd tysk konstruktör. Flyttad till Göteborg. |  |
| Tornado                   | 1919      | 1941      | Mellan Mjölnargården och Spanska trappan.                                         | |  |
| Tornado                   | 1959      | 1959      | Området framför Tyrol.                                                            | Luftgunga som även stått på Område 1. |  |
| Tornet                    | 1966      | 1997      | Samma torn som Fritt Fall                                                         | Attraktionen ansågs vara ute ur sin tid och ersattes med Fritt Fall. |  |
| Tvåvåningskarusell        | 1966      | 1967      | Mellan Mjölnargården och Spanska trappan.                                         | |  |
| Virvelvinden              | 1939      | 1939      | Där Eclipse hamnade.                                                              | En tidig generation karusell som motsvarar dagens Disco Jet. |  |
| Vikingen                  | 1979      | 2008      | Mittemot Kärlekstunneln och Lustiga huset.                                        | Togs bort och flyttades till Skara Sommarland, där den har kvar sitt namn. På dess tidigare plats byggdes berg-och-dal-banan Insane. |  |
| Virvelvinden              | 1940      | 1947      | Framför Lustiga huset.                                                            | En tidig generation karusell som motsvarar dagens Disco Jet. |  |
| Virvelvinden              | 1970      | 1979      | Mellan Mjölnargården och Spanska trappan.                                         | |  |
| Volten                    | 1997      | 2002      | Vid senare Vilda Musen-huset                                                      | Ersatte Energy för säsongen 1997. Minskad popularitet, tekniska problem samt för att ge plats åt Vilda Musen och Barnradiobilarna. |  |
| Zeppelinkarusell          | 1915      | 1917      | Där dansbanan senare hamnade                                                      | Förlorade popularitet vid första världskrigets slutfas och togs bort då. |  |

## Bilder

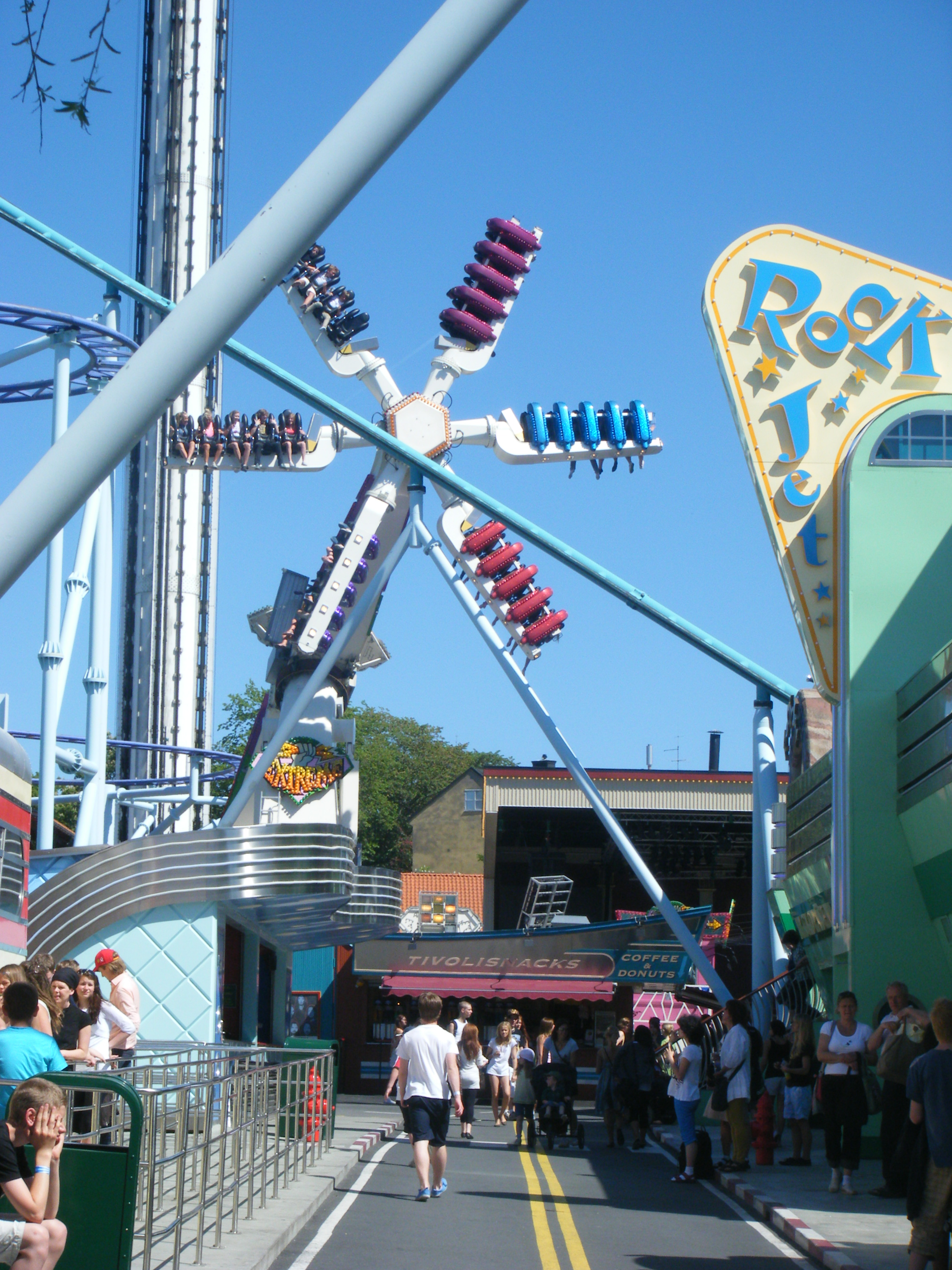
Extreme, juni 2009.
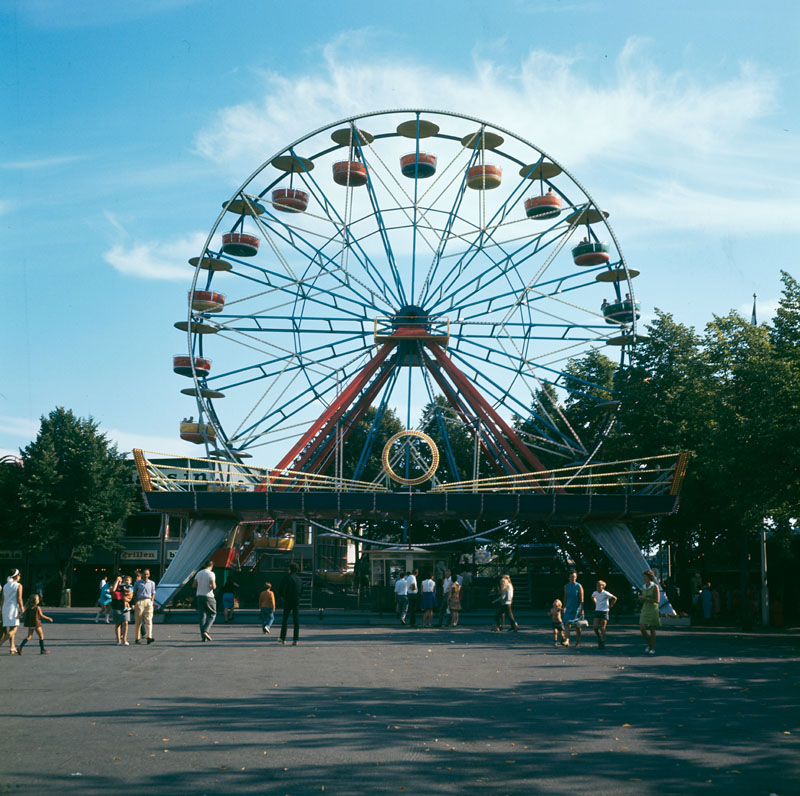
Pariserhjulet, augusti 1968.
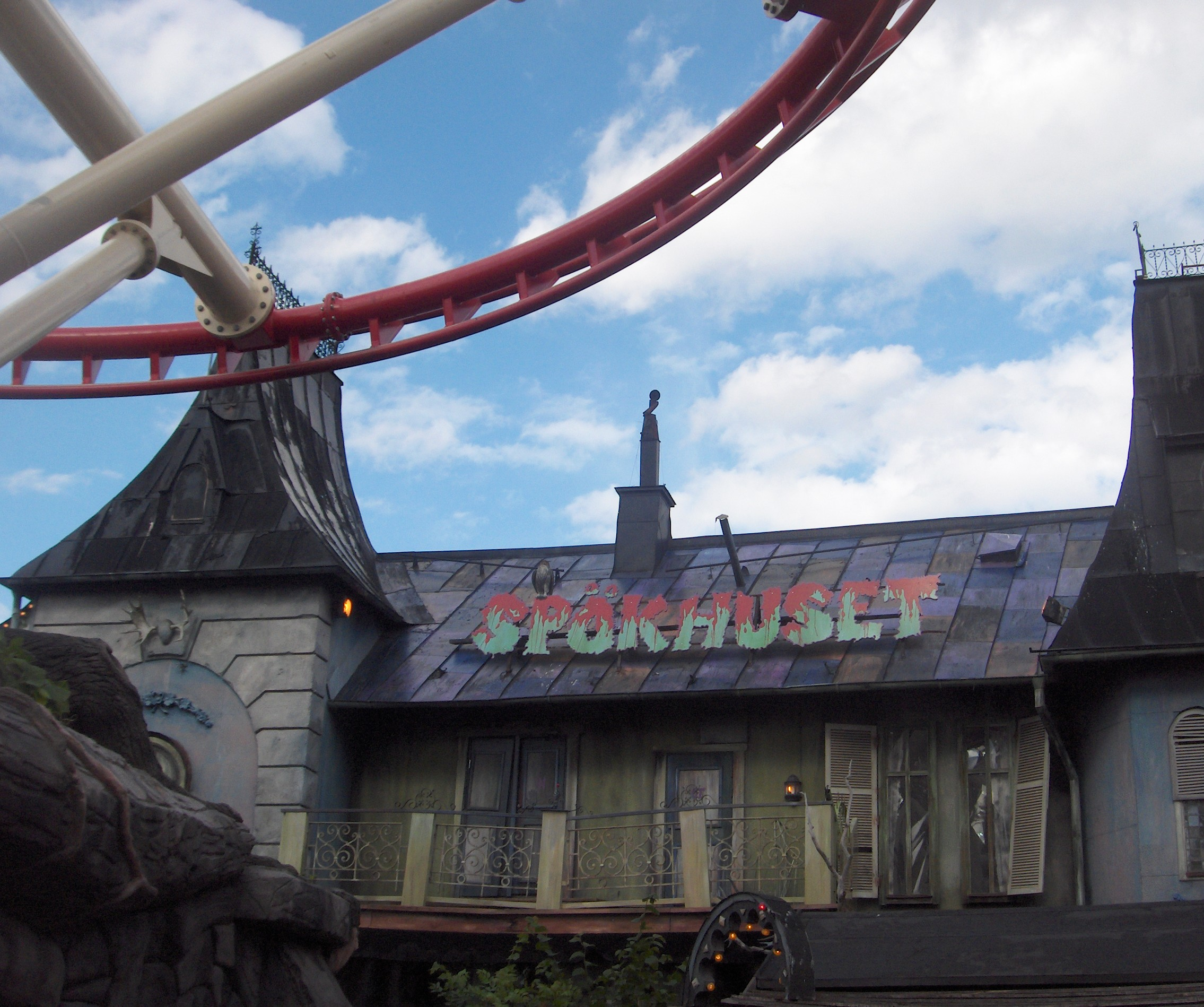
Spökhuset, juli 2007.
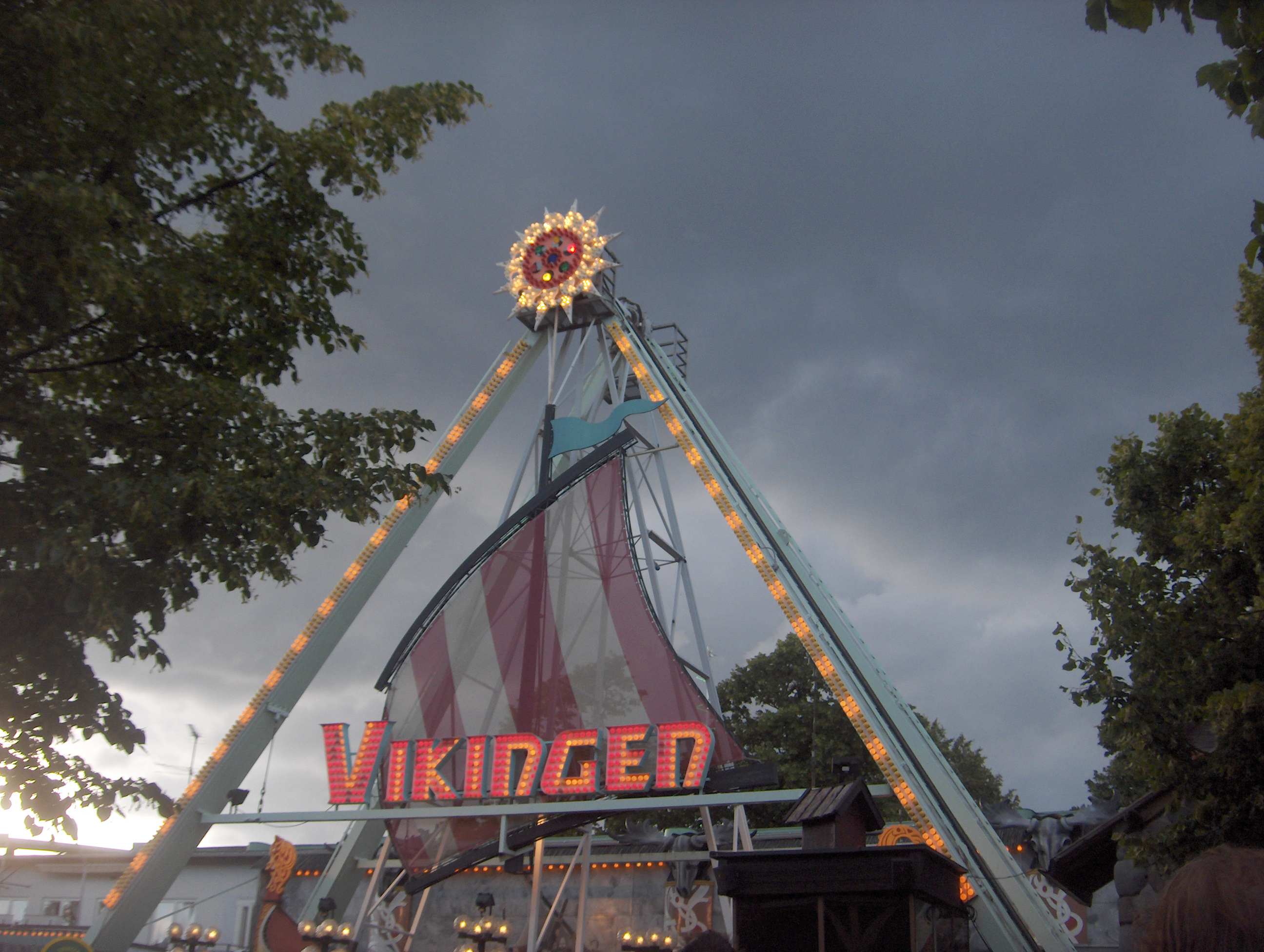
Vikingen, juli 2007.